# Lilla Bommen

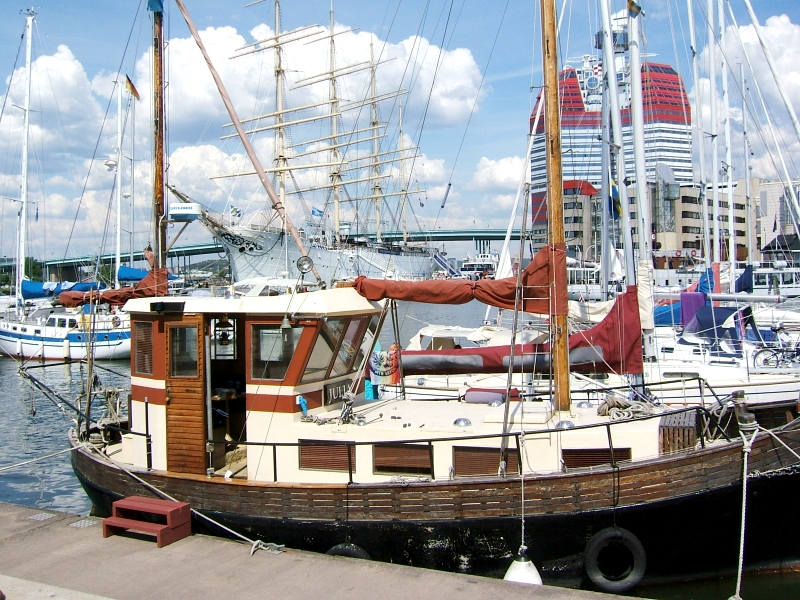
A Lilla Bommen com a doca de recreio, o navio Viking e o arranha-céus Lilla Bommen.Ao fundo a ponte do Gota

Lilla Bommen ( PRONÚNCIA; literalmente A pequena barreira) é a área à volta de uma doca de recreio, com o mesmo nome, localizada junto ao rio Gota, no centro histórico da cidade de Gotemburgo.
Desde a fundação da cidade no século XVII, estava aí localizada uma barreira defensiva, controlando a entrada de um canal portuário, que foi encerrado na década de 1930, e transformado na rua Östra Hamngatan. Nesta área estão localizadas a Ópera de Gotemburgo, o arranha-céus Lilla Bommen e o navio-hotel Viking.